# Mstiora
Mstiora (en russe : Mстёра) est une commune de type urbain du raïon de Viazniki dans l'oblast de Vladimir en Russie. Elle est située le long de la rivière Mstiorka, proche de l'embouchure de la rivière Kliazma, à 14 kilomètres de la gare de Mstiora sur la ligne Kovrov-Nijni Novgorod . En 2021 sa population s'élevait à 4 517 habitants.

## Histoire
La première mention d'un pogost de l'Épiphanie sur la rivière Mstiorka date de 1628. Il appartient aux princes de la famille Romodanovski. Sa désignation ancienne, jusqu'au XIXe siècle, est sloboda de l'Épiphanie (Bogaïavlenskaïa). À la fin du XVIIe siècle, début du XVIIe siècle, prend naissance dans le village un artisanat d'iconographie. L'abolition du servage en Russie en 1861 va donner un regain de vigueur à cet artisanat populaire de Mstiora.

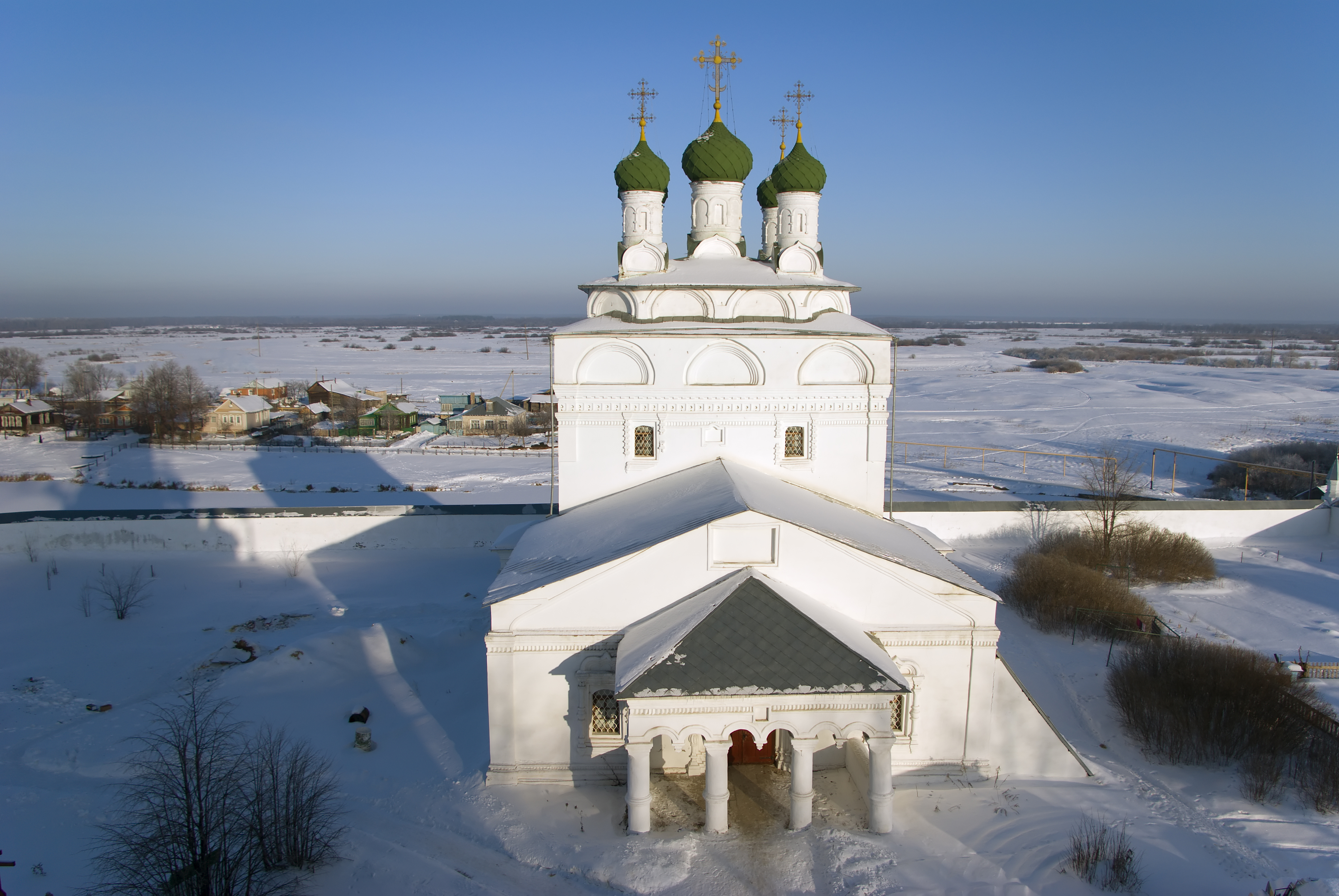
Mstiora, monastère de l'Épiphanie.
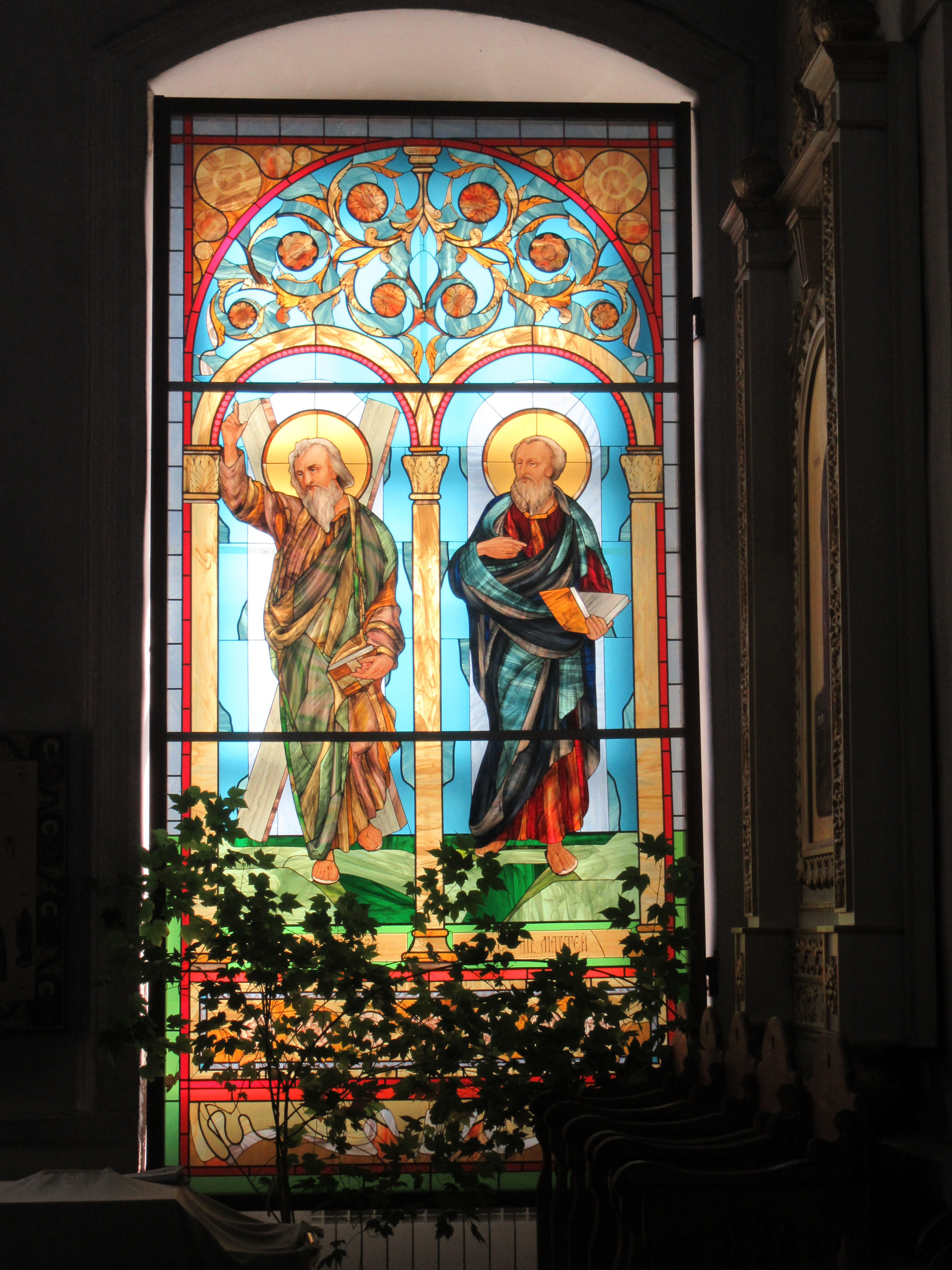
Vitraux à Mstiora dans l'église Vladimirskaïa.
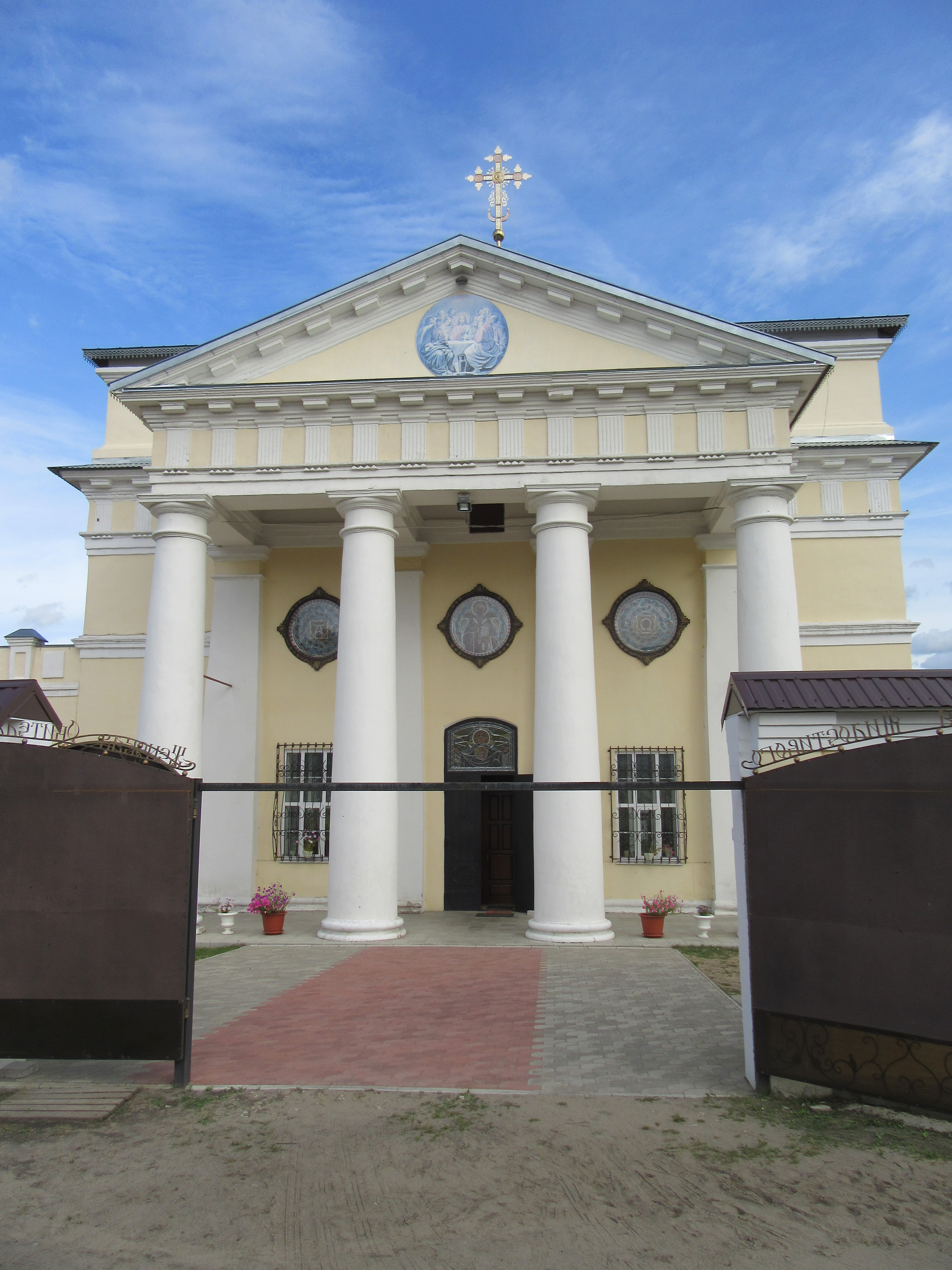
Eglise Vladimirskaïa à Mstiora.

Jusqu'à la révolution d'Octobre, en 1917, le village a été le centre dénommé Volost Mstiorskaïa de l'ouezd de Viazniki.
À la fin du XIXe siècle s'est ouvert un petit atelier pour la production d'oklads d'icônes. En 1908, une fabrique travaillant le cuivre y est créée. C'est à partie de là qu'un artel de bijouterie est créé à l'époque soviétique en 1960, transformé ensuite en fabrique en 1972. Rien que pour les années 1985—1986 elle a produit plus d'un million de décorations de l'Ordre de la Guerre patriotique à 2 classes en argent :

En 1923 les peintres d'icônes N. P. Klykov et A. I. Briagine fondent un petit atelier de "vieux arts populaires russes". En 1931 un artel plus important appelé « Art prolétaire », réunit des peintres et artisan de Mstiora utilisant la technique de la peinture laquée des anciens peintres d'icônes .
C'est en 1935 que Mstiora a été classé comme village de type urbain.

## Population
Le nombre d'habitants diminue depuis 1989. Il est passé depuis cette année 1989 de 6 307 à 4 270 en 2016, et 4 517 habitants en 2021.

## Économie
Mstiora est l'un des plus grands centres de Russie de métiers d'arts traditionnels comprenant : la laque miniature sur papier mâché, la broderie et la bijouterie, vaisselle en argent et métaux non-ferreux, jouets, meubles.

## Églises et musées
- Musée des beaux-arts[3].
- Monastère de l'Épiphanie (Mstiora) 1687.
- Miniature laquée de Mstiora